# 藤原懐平
藤原 懐平（ふじわら の かねひら）は、平安時代中期の公卿。藤原北家小野宮流、参議・藤原斉敏の二男。官位は正二位・権中納言。

## 経歴
初名は懐遠。村上朝末の康保4年（967年）に元服するとともに右衛門権少尉として出仕を始めた。この年には、祖父・実頼が太政官の首班として関白太政大臣に任ぜられ、父・斉敏は参議となっている。右近衛将監を経て、安和2年（969年）円融天皇の即位に伴い従五位下に叙爵し、翌安和3年（970年）に侍従に補せられる。その後、天禄元年（970年）に祖父の実頼、天禄4年（973年）に父の斉敏、天延2年（974年）に母の藤原尹文娘を相次いで亡くしている。
天延2年（974年）少納言、貞元2年（977年）従五位上に叙任された後、天元2年（979年）右少弁に遷ると、天元3年（980年）五位蔵人、天元4年（981年）従四位下・右中弁と、伯父・藤原頼忠が関白太政大臣を務める間、弁官や蔵人などを帯びて円融天皇の身近に仕えながら順調に昇進した。
円融朝末の永観元年（983年）修理大夫に遷るが、永観2年（984年）従四位上、寛和2年（986年）5月に正四位下、同年11月には従三位に叙せられて公卿に列すなど、花山朝から一条朝初頭までは引き続き昇進を重ねた。なお、公卿昇進に前後して、懐遠から懐平に改名している。
ところが、この年に花山天皇が譲位したことで（寛和の変）、摂関の座も懐平と同じ小野宮流の伯父・頼忠から、一条天皇の外戚である九条流の藤原兼家に移ってしまう。その後は、兼家派の人材が急速に昇進する一方で、懐平は長く従三位・修理大夫のまま据え置かれ、長徳元年（995年）から翌年にかけて疫病などにより多くの公卿が亡くなったあとの補任でも、弟で実頼の養子となっていた実資が参議から中納言まで昇任された一方、懐平には昇進の機会はなかった。
長徳2年（996年）に発生した長徳の変を経て執政の座は藤原道長に移り、長徳4年（998年）になって懐平は公卿昇進後12年を経てようやく参議に進む。しかし、議政官の傍らで、しばらく播磨権守を兼官するのみで、幾つかの造宮のほかには上卿となる機会にも乏しく、今度は15年に亘って参議に留まった。
長保5年（1003年）正三位・春宮権大夫に叙任される。春宮権大夫（のち大夫）への任官を通じて、春宮・居貞親王と密接な関係が作られることとなり、寛弘8年（1011年）居貞親王の即位（三条天皇）に伴って従二位に昇叙されると、長和2年（1013年）権中納言、長和4年（1015年）正二位と、三条朝では一転して急速な昇進を果たした。
執政の左大臣・藤原道長との不和もあって三条天皇は小野宮流の懐平や小一条流の藤原通任を側近とし、懐平は小一条流出身の皇后・娍子に対しても皇后宮大夫となって近侍した。このためか、長和元年（1012年）に道長が病気となった際に、それを喜ぶ人々の一人に挙げられている。一方で道長は、娘で三条天皇の中宮となっていた妍子の参内の際に、供奉しなかった数名の公卿の中に懐平の名も挙げて、年来親しくしているのにどうして来なかったのだろうと日記に記しており、懐平は温厚な人柄で敵を作らずに交際していたと見られる。
その後、三条天皇と道長の関係が、天皇の体調の悪化に伴う進退と絡んで重大な局面を迎えると、天皇は相撲節会の勝敗に皇位の安泰を賭ける思いを懐平に吐露するなど、懐平を側近として頼りとしている様子が窺える。しかし、この頃から懐平も体調不良に見舞われていたらしく、長和5年（1016年）三条天皇の退位後に、兼帯していた皇后宮大夫および右衛門督を辞した。翌長和6年（1017年）4月18日薨去。享年65。最終官位は権中納言正二位。なお、懐平が没して1か月たたない5月上旬に三条上皇も崩御している。

## 官歴
『公卿補任』による。
- 康保4年（967年） 正月：右衛門少尉（祖父左大臣二合）。9月1日：昇殿
- 安和元年（968年） 12月18日：右近衛将監
- 安和2年（969年） 8月13日：昇殿。9月23日：従五位下（御即位）
- 安和3年（970年） 正月5日：侍従（源致方任右馬助替）
- 天禄4年（973年） 2月：服解（父）。5月：復任
- 天延2年（974年） 10月11日：少納言（藤原懐忠四位替）。11月：服解（母）。12月：復任
- 天延3年（975年） 10月5日：紀伊権介
- 貞元2年（977年） 正月7日：従五位上
- 天元2年（979年） 2月5日：昇殿。12月2日：右少弁（致方転右中弁替）
- 天元3年（980年） 正月10日：五位蔵人（致方四品替）
- 天元4年（981年） 正月7日：正五位下（弁労）。4月3日：右中弁（致方転左中弁替）。12月4日：従四位下（造宮行事賞）。12月15日：還昇
- 永観元年（983年） 12月13日：修理大夫
- 永観2年（984年） 8月9日：従四位上（造宮）
- 寛和2年（986年） 3月5日：兼紀伊権守。5月14日：正四位下（造武徳殿賞）。7月23日：昇殿（禅位）。11月22日：従三位（造豊楽院功）、修理大夫如元。日付不詳：懐遠から懐平に改名
- 長徳4年（998年） 10月23日：参議
- 長徳5年（999年） 正月30日：兼播磨権守
- 長保5年（1003年） 2月26日：兼春宮権大夫（春宮・居貞親王）。11月5日：正三位（造宮行事賞）
- 長保6年（1004年） 正月24日：兼美作守。12月29日：兼左兵衛督
- 寛弘3年（1006年） 正月：兼伊予権守。6月26日：兼検非違使別当
- 寛弘4年（1007年） 正月28日：兼春宮大夫
- 寛弘6年（1009年） 3月4日：右衛門督。3月13日：検非違使別当如元
- 寛弘7年（1010年） 2月16日：播磨権守
- 寛弘8年（1011年） 10月16日：従二位（前坊大夫）
- 長和2年（1013年） 3月16日：兼皇后宮大夫（皇后・藤原娍子）。6月23日：権中納言、右衛門督検非違使別当皇后宮大夫如元。10月19日：辞別当
- 長和4年（1015年） 10月21日：正二位（男経通以造宮行事賞譲與）
- 長和5年（1016年） 4月28日：辞右衛門督。日付不詳：辞皇后宮大夫
- 長和6年（1017年） 4月18日：薨去（権中納言正二位）

## 系譜
- 父：藤原斉敏
- 母：藤原尹文の娘
- 妻：源保光の娘
  - 長男：藤原経通（983-1051）
  - 二男：藤原資平（986-1068） - 藤原実資の養子
- 妻：藤原佐理の娘
  - 三男：藤原経任（1000-1066） - 藤原斉信の養子
- 妻：藤原常種の娘
  - 男子：藤原資頼 - 藤原実資の養子
- 生母不明の子女
  - 男子：藤原資高 - 藤原高遠の養子
  - 女子：源行任室 - 源高房の母
  - 女子：源経房室